# Massacre de Bahr el-Baqar

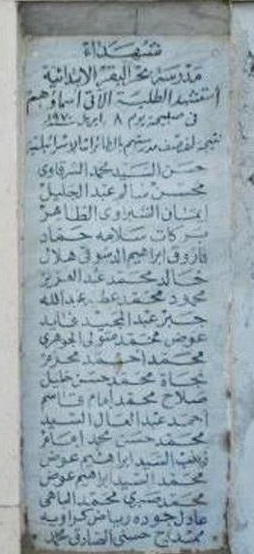
Mémorial.

Le massacre de Bahr el-Baqar désigne un raid mené le 8 avril 1970 par l’aviation israélienne sur le village égyptien de Bahr el-Baqar, au sud de Port-Saïd, dans le gouvernorat nord-est de Charqiya. Le raid a causé la destruction d’une école primaire et la mort de 46 enfants égyptiens.
L'attaque a été menée par des bombardiers Phantom F4, à 9 h 20 le mercredi 8 avril. Cinq bombes et deux missiles air-sol ont frappé l'école de plain-pied, qui se composait de trois salles de classe[réf. nécessaire].